# Jardins Majorelle
El jardí Majorelle és un jardí botànic turístic de Marràqueix, al Marroc, del pintor francès Jacques Majorelle (1886-1962) creat el 1931. Propietat d'Yves Saint-Laurent i Pierre Bergé des del 1980.